# Jean-Paul Jouary
Jean-Paul Jouary, né à Arzeu (Algérie) le 21 mai 1948, est un philosophe et essayiste français.

## Biographie
Professeur de chaire supérieure, agrégé et docteur en philosophie. Conseiller dans le cabinet ministériel de Charles Fiterman de 1981 à 1984 (chargé de la recherche et des déplacements des personnes handicapées) puis rédacteur en chef de l'hebdomadaire culturel Révolution de 1985 à 1995, il se consacre depuis totalement à ses enseignements, ses publications et ses recherches, notamment comme commissaire de la salle consacrée à l'art contemporain du futur Musée international de Lascaux Montignac. Il a été membre du Parti communiste français (qu'il a quitté dans les années 1990), d'ATTAC et de l'Union Rationaliste. 

### Enseignements
Après son agrégation en 1972, Jean-Paul Jouary a enseigné à Rouen, mais a aussi été chargé de cours à l'ENS de Fontenay, à l'Université Paris 1, pendant trois ans aux facultés des lettres et des sciences de Picardie, puis pendant dix-neuf ans au lycée Paul Eluard de Saint-Denis, classé en "zone sensible". Il y a initié avec plusieurs collègues une initiation à la philosophie en classes de première, conduit avec Françoise Raffin une enquête nationale INRP sur le vécu de la philosophie en terminales technologiques, coordonné pendant quatre ans une expérimentation de l'enseignement philosophique en lycées professionnels dans l'Académie de Créteil. Il enseigne également à l'Université des Lagunes.

### Activités citoyennes
Membre du PCF jusqu'à la fin des années 1990, il a créé l'Université nouvelle de Seine-Maritime en 1974 et le Festival de la création rouennaise deux ans plus tard. Il a été conseiller dans le cabinet du Ministre des transports Charles Fiterman de 1981 à 1984, rédacteur en chef de l'hebdomadaire culturel Révolution de 1985 à 1995, cofondateur du mensuel Regards, membre du conseil scientifique d'ATTAC pendant deux ans,.

## Travaux philosophiques

### Sociologie des guerres
Dès l’âge de 19 ans, ayant publié un article sur la sociologie des guerres dans une revue lycéenne, il est appelé par Gaston Bouthoul, fondateur de la "polémologie" à intégrer l’Institut français de polémologie et publiera de nombreuses études dans ses deux revues, sur les guerres du Péloponnèse, les guerres de Chine, l’agressivité polémologique, et déposera des mémoires de recherche sur les guerres tribales berbères . Évoluant ensuite au contact des sciences sociales modernes, il manifestera avec Gaston Bouthoul des désaccords théoriques qui conduiront à la rupture définitive.

### Philosophie politique
Le travail préparatoire à sa thèse de doctorat soutenue en 1980 s’accompagne de nombreuses publications de philosophie politique. Ce travail porte notamment sur l’articulation de l’efficacité idéologique des médias et du vécu quotidien (1980, avec A.Spire, B.Vasseur et G.Pélachaud), puis sur la structuration des représentations politiques avec les logiques institutionnelles (1985, avec A.Spire), en relation avec les pratiques sociales effectives, et se consacre de livre en livre à la déconstruction de toute modélisation du futur de la société (avec A.Spire, puis seul). Plaçant la réflexion sur l’espace-temps du politique au cœur de la réflexion, il en vient à explorer avec Rousseau, Marx et Foucault la distinction radicale du "gouverner" et du "diriger", ce qui conduit à placer la question de la démocratie au centre de la philosophie politique, en rupture avec le principe même de la "démocratie représentative" (1989,1994, 1997, 2003, 2007, 2012, 2014). Enfin, une réflexion sur Nelson Mandela l'a conduit à proposer l’idée philosophique d’un "au-delà du droit" (2014).

### Philosophie des sciences
À partir de ses travaux philosophiques sur l’histoire et la philosophie des sciences, Jean-Paul Jouary a publié de nombreux travaux sur leur enseignement, au-travers de livres, d’articles, d’émissions et de conférences, mais aussi assurant pendant plus de dix années pour deux IUFM des stages pour professeurs de sciences : il s’agit d’inclure dans les cours des éléments de culture et d’histoire des sciences, propres à devancer les obstacles à l’intériorisation des démarches par les élèves habités par toutes sortes de croyances (religieuses ou non). Cette démarche se donne à la fois comme un facteur de meilleure intériorisation des démarches scientifiques, et comme une contribution à la construction de l’esprit laïque.

### Enseignement de la philosophie
Jean-Paul Jouary a publié de nombreux travaux sur l’enseignement de la philosophie, mais aussi des sciences : critiquant toute conception de l’enseignement comme exposé des résultats du processus des connaissances, cette conception se fonde sur la nécessité de développer le sens de la question, de la contradiction et de l’obstacle, afin que tout enseignement réponde à des questions préalablement intériorisées (1989, 1994, 1999, 2002, 2004, 2008).

### Réflexions sur l'art paléolithique
Il propose, pour désigner le vécu qui conduit à ces œuvres, le concept de « senti-cru-pensé ». Il y a bien un art préhistorique, mais non vécu comme tel, et donc inanalysable à partir de nos distinctions conceptuelles. Du coup, c'est la genèse de ce sentiment complexe, né notamment des tâches techniques de taille des outils, qui a permis la constitution de nos diverses capacités. Ce n’est donc pas parce que nous sommes devenus humains que l’art a pu apparaître, mais parce que nous avons accédé à l’art que nous sommes devenus humains. Jean-Paul Jouary a été chargé de concevoir la salle consacrée aux rapports entre art paléolithique et art de notre époque dans le Centre International d’Art Pariétal, inauguré en décembre 2016 à Lascaux-Montignac.

## Productions audiovisuelles
- Le messager de Lascaux, de Bernard Férié (52'), 2010. Production Grand Angle et France 3 Aquitaine. Avec Vincent Corpet, Philippe Sollers, Pierre Bergounioux et Jean-Paul Jouary.
- Lascaux III, le voyage, de Thierry Druine (52'), 2012. Production France 3 Aquitaine. Avec Yves Coppens, Denis Vialou, Olivier Retout, Monique Peytral, Denis Tauxe et Jean-Paul Jouary.
- 36 000 ans d'art moderne, de Manuelle Blanc (52'), 2019. Production Folamour, Arte, Centre Pompidou. Avec Rémi Labrusse, Miquel Barcelo, François Jeune, Cécile Debray et Jean-Paul Jouary.
- De Cro Magnon à Soulages, de Jean-Michel Agnoux et Jean-Paul Jouary (52'), 2019. Production Un film à la patte et France Télévision.